# Ulica Warszawska w Krakowie
Ulica Warszawska – ulica w Krakowie w dzielnicy I Stare Miasto, na Kleparzu.

## Przebieg
Rozpoczyna bieg na skrzyżowaniu ulic Kurniki, św. Filipa i placu Jana Matejki, jej przedłużeniem jest aleja 29 Listopada. Jest to ulica jednokierunkowa.

## Historia
Ulica Warszawska jest częścią dawnego traktu warszawskiego i przedłużeniem ulicy Floriańskiej. Ukształtowała się ona niedługo po lokacji miasta Krakowa w 1257 roku, jednak w trochę innej formie. Po lokacji Kleparza w 1366 owa ulica stała się jedną z głównych ulic nowego miasta, jednakże została nieco skrócona ze względu na wytyczenie ówczesnego (dorównującego wielkością Rynkowi krakowskiemu) Rynku Kleparskiego. Została lekko przeregulowana w XV wieku ze względu na budowę Barbakanu. Swój bieg sprzed lokacji Kleparza odzyskała w XIX wieku podczas zabudowywania Rynku miasta Kleparza wszelkiego typu gmachami różnych instytucji.

## Zabudowa
- ul. Warszawska 1b – plebania kościoła św. Floriana.
- ul. Warszawska 2 (ul. św. Filipa 25) – pałacyk Zdzisława Włodka
- ul. Warszawska 6–10 – Kościół Najświętszego Serca Pana Jezusa i dom zakonny sióstr szarytek.
- ul. Warszawska 11–13 – klasztor sióstr nazaretanek.
- ul. Warszawska 15–17 – pałac Przeworskich, zaprojektowany w 1879 r. przez Janusza Niedziałkowskiego. W okresie międzywojennym miał tu siedzibę Związek Zawodowy Kolejarzy[1]. Przed budynkiem w czasach PRL znajdował się głaz ku czci Czerwonych Harcerzy poległych w walce z okupantem hitlerowskim w latach 1939-1945[2]
- ul. Warszawska 24 – dawne austriackie koszary piechoty im. Arcyksięcia Rudolfa (niem. Rudolfskaserne), wzniesione w latach 1871–1877 (według planów Antoniego Łuszczkiewicza)[3], przemianowane 18 listopada 1918 na Koszary Jana Sobieskiego, w których formował się 8 Pułk Piechoty, obecnie Politechnika Krakowska.

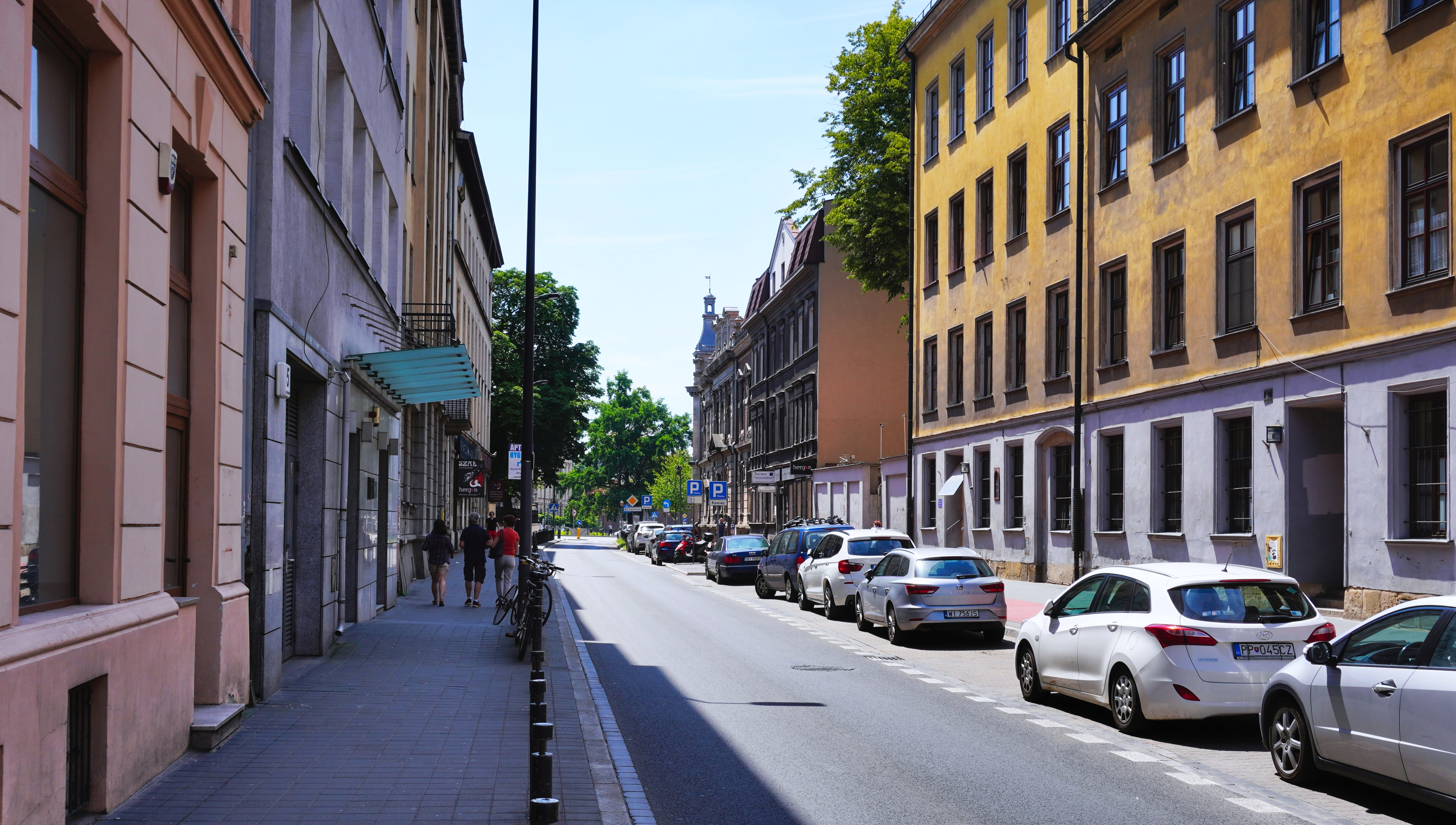
Widok od skrzyżowania z ul. Ogrodową na południe
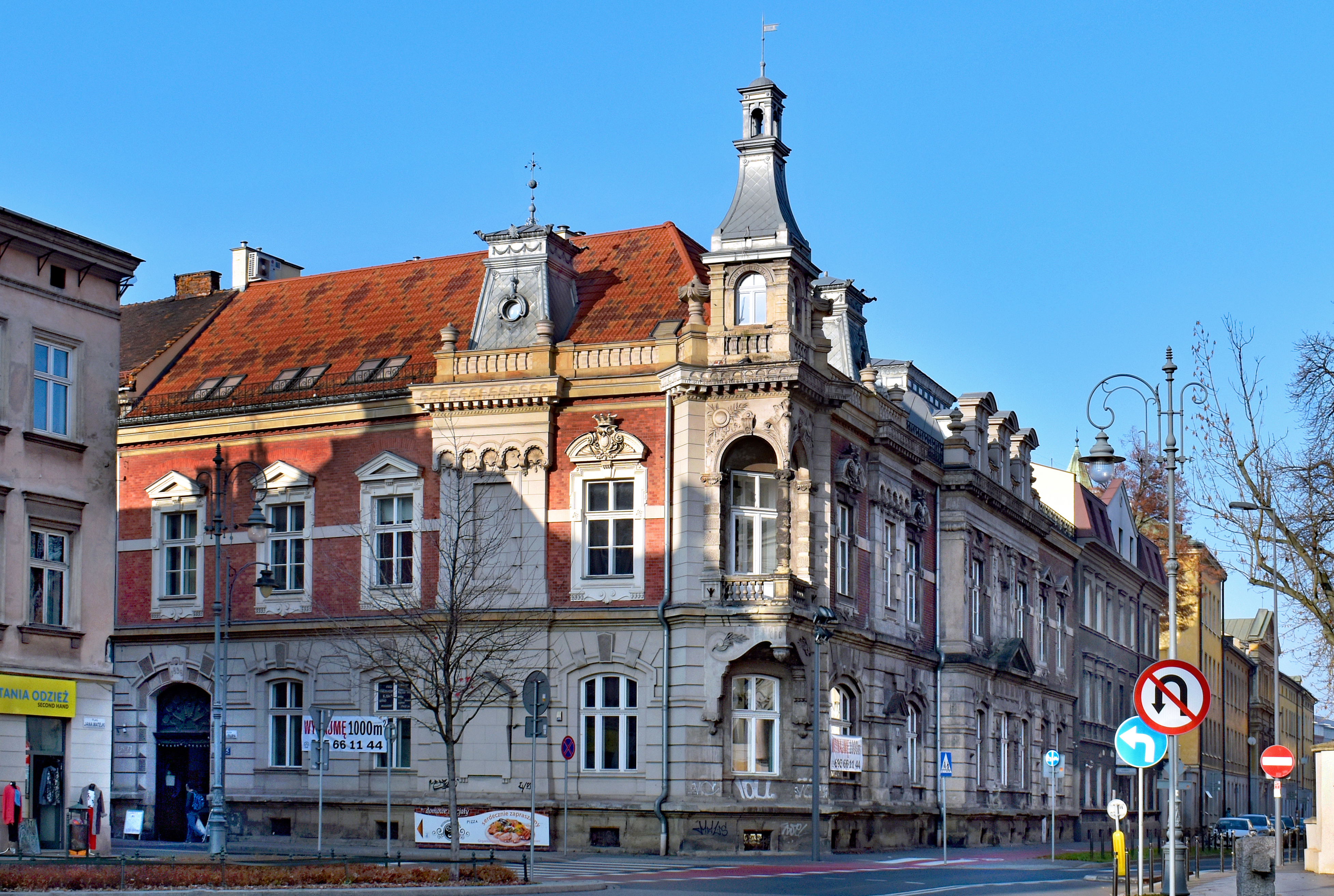
ul. Warszawska 2 Pałacyk Zdzisława Włodka
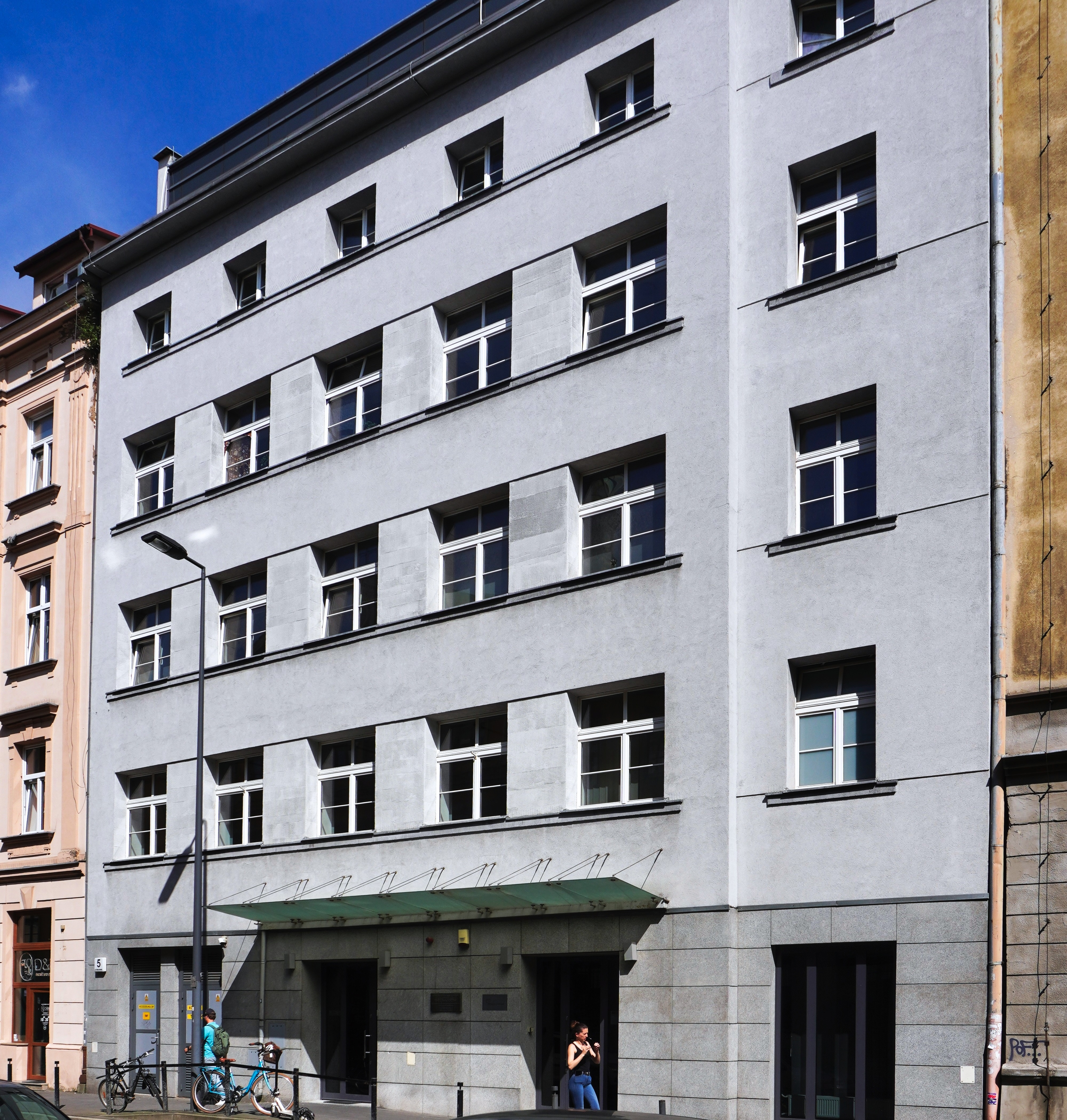
ul. Warszawska 5 Budynek Akademii Sztuk Teatralnych
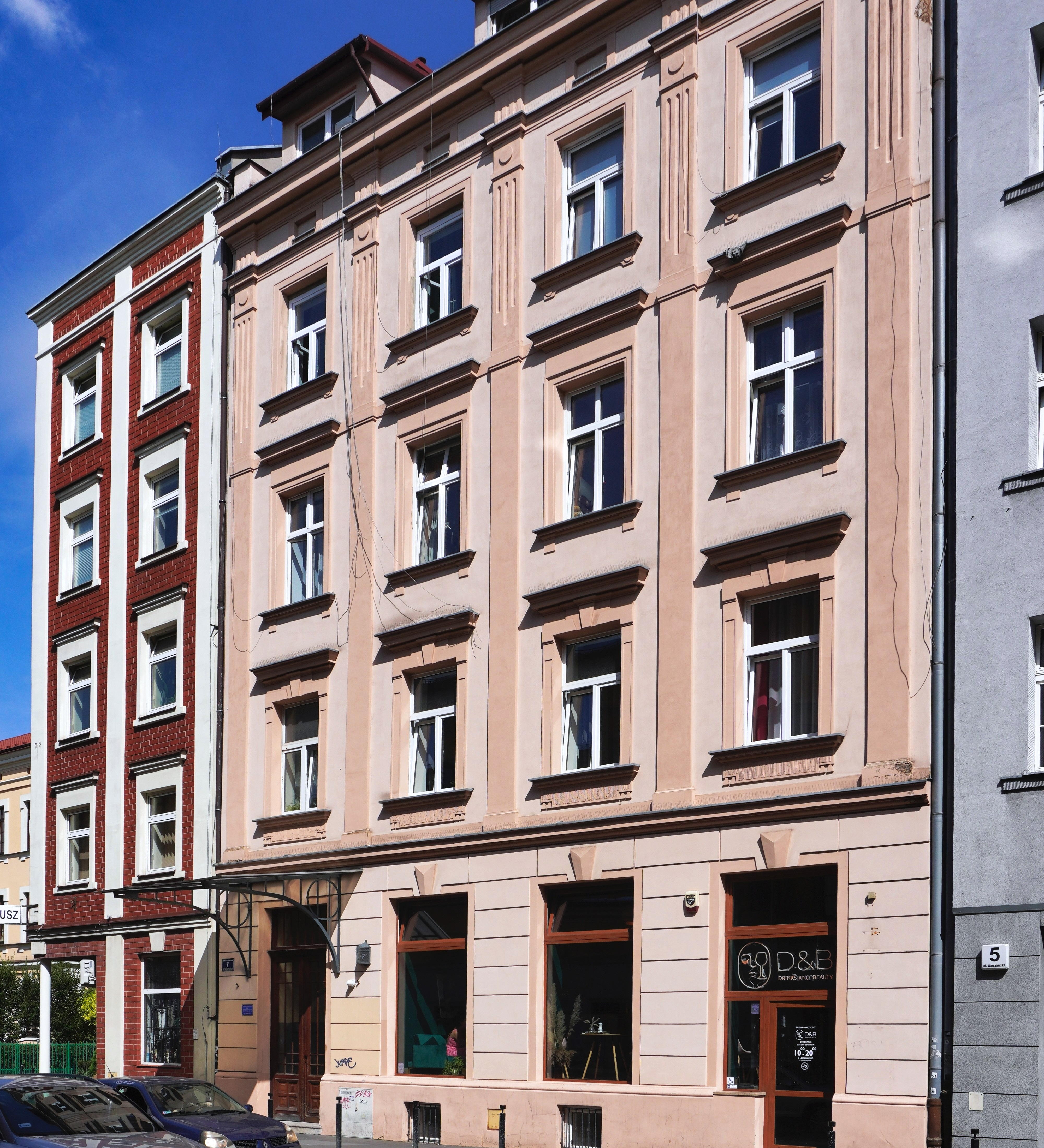
ul. Warszawska 7 Kamienica (proj. Aleksander Biborski, 1911)
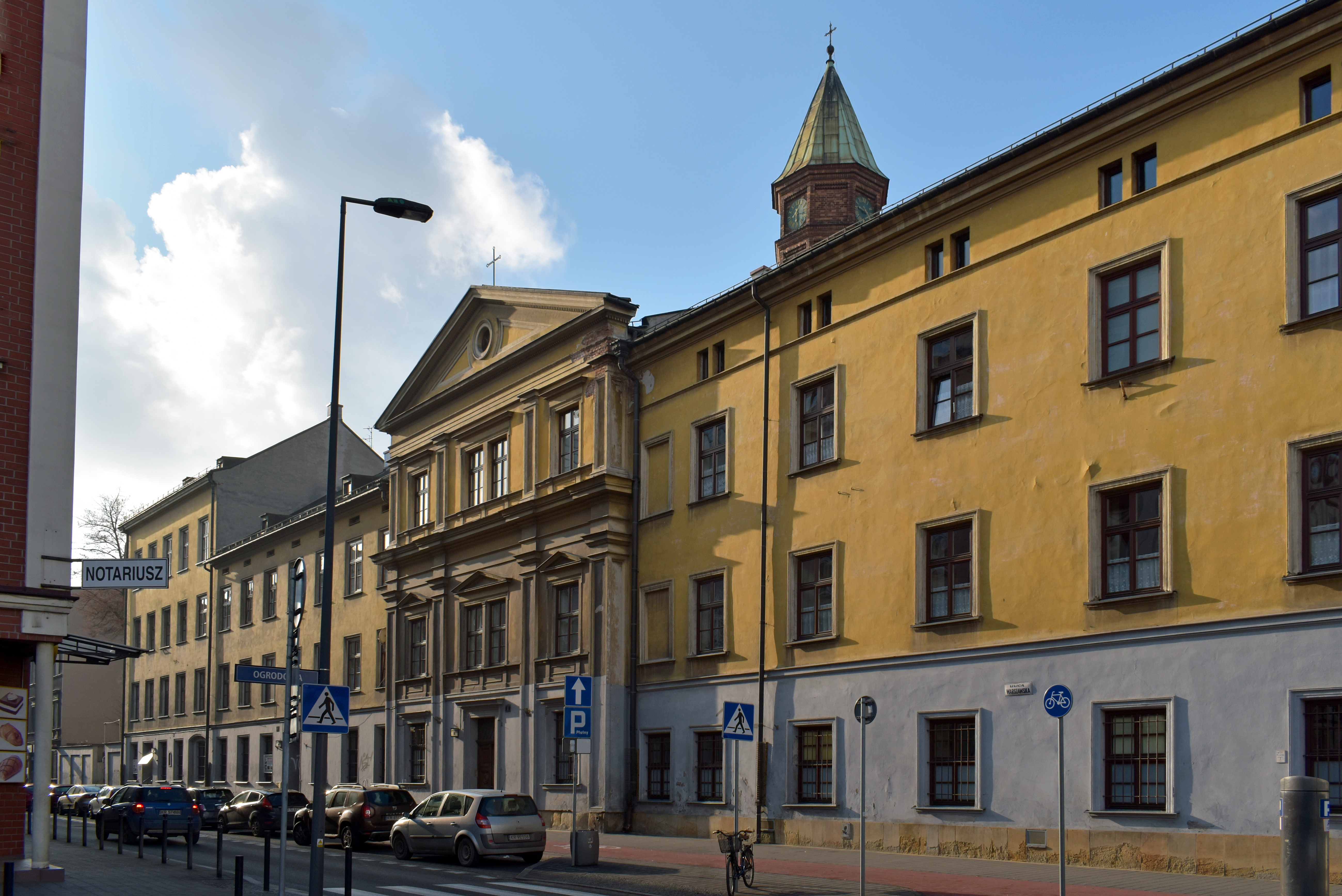
ul. Warszawska 6-10 Klasztor i kościół ss. szarytek
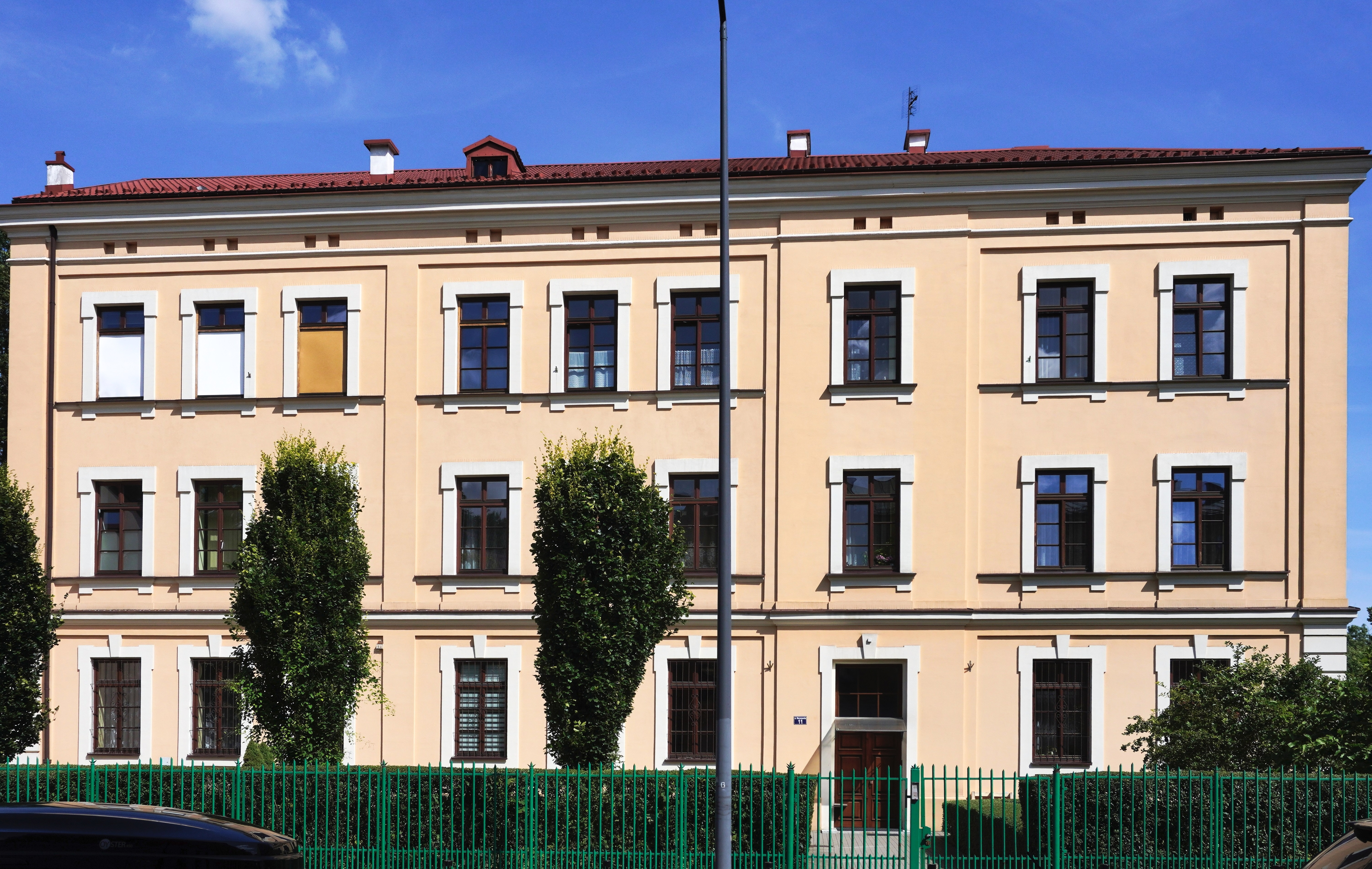
ul. Warszawska 11 Budynek w zespole klasztoru sióstr nazaretanek
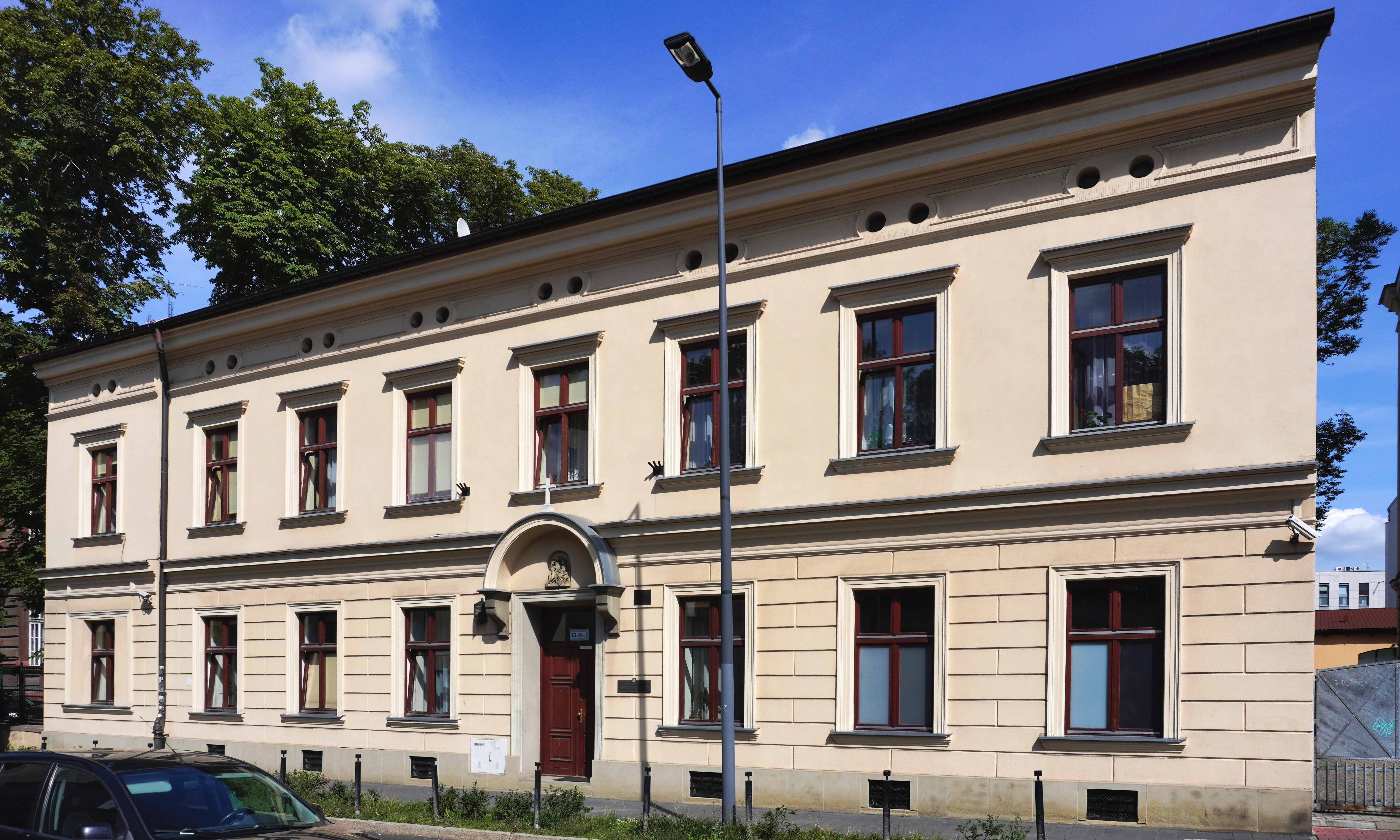
ul. Warszawska 13 Budynek główny zespołu klasztoru sióstr nazaretanek (1869)
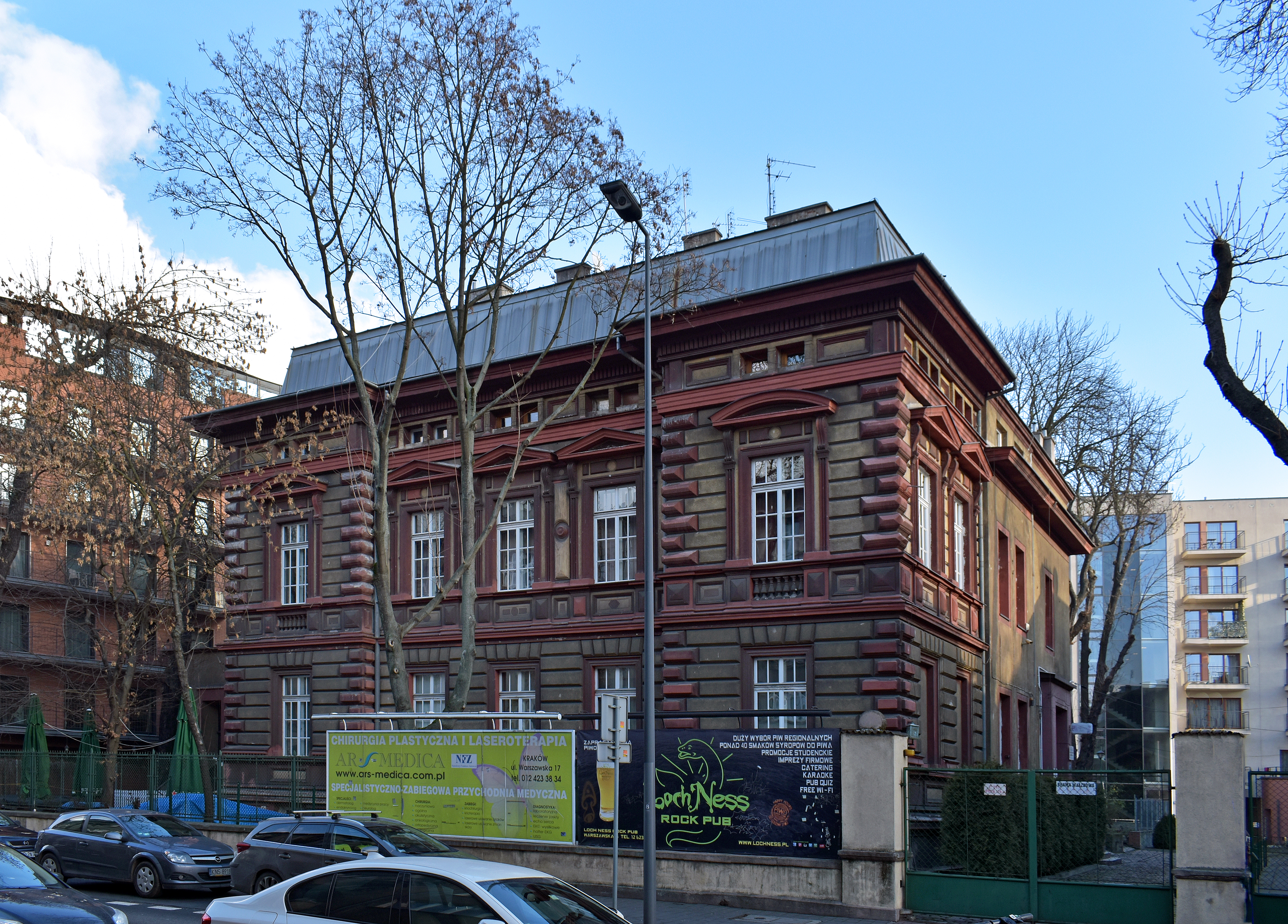
ul. Warszawska 15-17 Pałac Przeworskich.
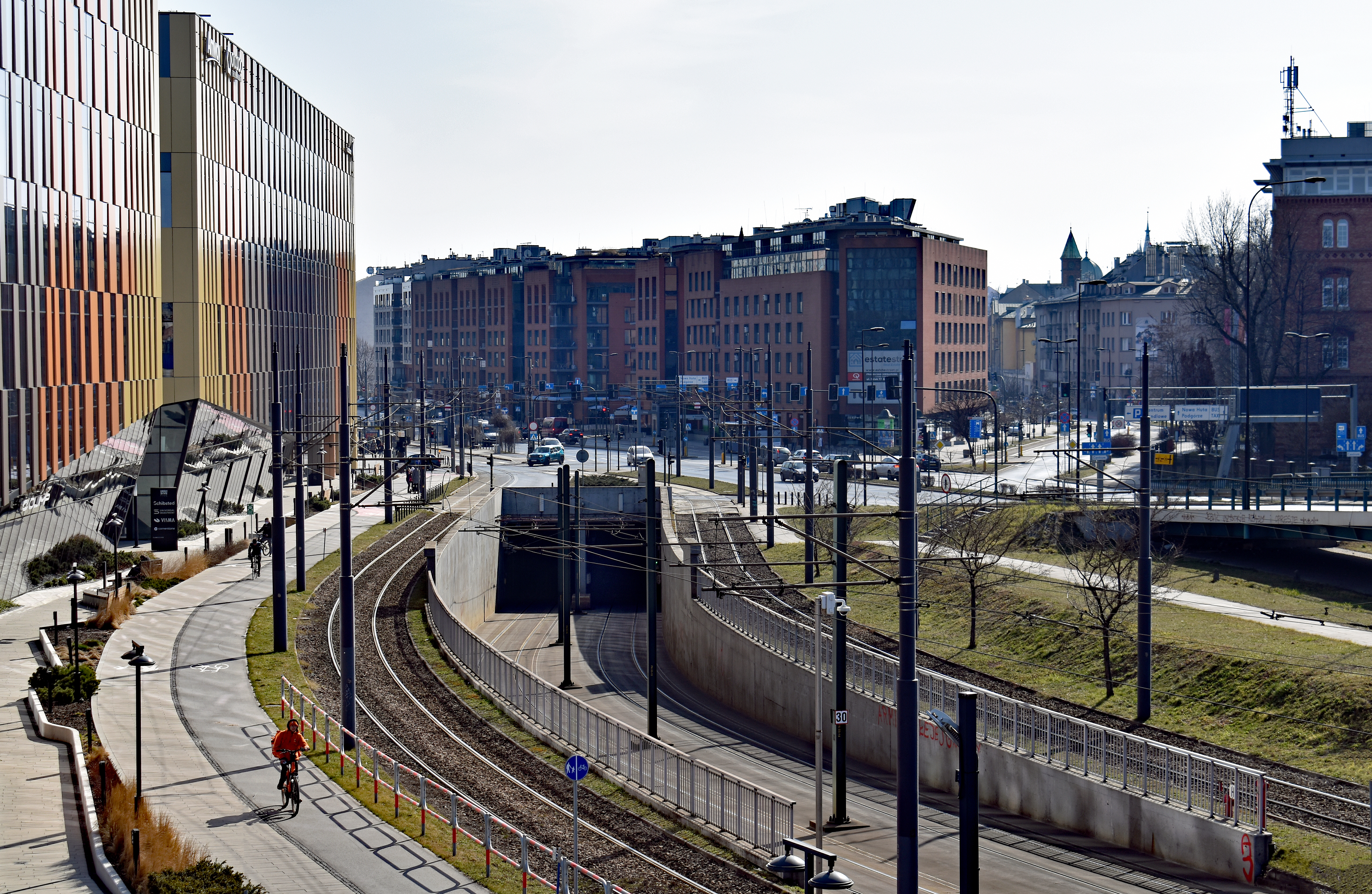
Widok z północy, skrzyżowanie z ul. Pawią